# Francesco Corallo
Francesco Corallo (Catania, Italië, 19 september 1960), ook bekend als “King of the Slots”, is een Italiaans-Nederlands zakenman en casino-eigenaar. Corallo is in het Siciliaanse Catania geboren en woont sinds zijn zeventiende op het Caribische eiland Sint Maarten. Hij is vooral bekend om zijn zakelijke ondernemingen in de gokindustrie en zijn betrokkenheid in diverse juridische controverses.

## Zakenimperium
Op Sint Maarten opende Corallo zijn eerste casino in de vroege jaren 1980. Drie decennia later bezat hij diverse casino's in het Caribisch gebied, behalve op Sint Maarten met name op Dominica en Panama. Hij had ook een gokgelegenheid in Curaçao, maar daar verloor hij zijn licentie nadat zijn naam boven kwam drijven in de praktijken rondom de voormalige Curaçaose premier Gerrit Schotte.
Naar eigen zeggen heeft Corallo de meeste casino's in Italië. Daar heeft zijn bedrijf Atlantis sinds 2004 een vergunning om een derde van de gokautomaten in het land te beheren. Anno 2016 heeft hij er op naam van zijn bedrijf BPlus tientallen casino's. In de jaren 2000 liet Corallo ook zijn politieke invloed gelden bij de Italiaanse rechtse partij PDL, die een tijdje in de regeringscoalitie gezeten heeft en later in de partij van Silvio Berlusconi is opgenomen.

## Juridische strijd
Sinds Corallo in 2004 in Italië een vergunning heeft voor het beheer van gokautomaten is hij aldaar in een juridische strijd verwikkeld over de exploitatievergunningen voor zijn casinobedrijven. Er werden tegen hem een drietal “anti-Corallo-wetten” aangenomen.
In 2011 werd Corallo's huis en kantoor doorzocht door de Italiaanse financiële politie (Guardia di Financa) vanwege een dubieuze lening van 200 miljoen dollar van de Romeinse Banca Popolare aan gokgigant Atlantis/Betplus waarbij Corallo volgens de Italiaanse media de begunstigde was. Hij ontliep arrestatie vanwege zijn claim van diplomatieke onschendbaarheid. In 2012 werd hij nog door Interpol gezocht, wegens verdenking van 'georganiseerde en internationale misdaden en fraude'.
Naar aanleiding van een arrestatiebevel van de Romeinse rechtbank werd Corallo eind 2016 op Sint Maarten door het speciale Nederlandse politieteam Bestrijding Ondermijning gearresteerd op verdenking van belastingontduiking, witwasserij, verduistering en lidmaatschap van een internationale criminele organisatie. In augustus 2017 werd Corallo na een juridische strijd door Sint Maarten uitgeleverd aan Italië.
Eenmaal aangekomen in Italië werd hij vrijwel direct weer vrijgelaten. Volgens Corallo hadden de beschuldigingen tegen hem niets te maken met witwassen van geld of omkoping, maar met het 'vergeten' van te betalen van belastingen uit de periode van 2004 tot 2011. Hij zou die belastingen zowel in Sint Maarten als in Italië betaald hebben. Onderzoeksjournalist Wim van de Pol beschreef hem als "een voormalig witwas-verdachte" en impliceerde dat Corallo nooit veroordeeld is geweest voor witwaspraktijken. Een klein jaar na zijn vrijlating in Italië keerde Corallo terug naar Sint Maarten.
Kort na Corallo's arrestatie eind 2016 werd door de aanklager in Rome aan zijn collega's in St.-Maarten gevraagd drie boten van Corallo in beslag te nemen en te verkopen met als doel 215,4 miljoen euro aan onrechtmatige winsten van de zakenman terug te vorderen. Na een juridische strijd waarin Corallo tegen de verkoop van zijn boten streed, gaf een Philipsburgse rechtbank eind 2019 definitief haar fiat aan de verkoop.
In 2022 startte Corallo civiele zaken tegen het Israëlische cybersecurity-bedrijf NSO Group, die hij beschuldigde in zijn iPhone, iCloud of WhatsApp te hebben gehackt en vertrouwelijke informatie te hebben ontvreemd. Hij vermoedde dat dit in opdracht van de Nederlandse of Italiaanse staat was gedaan, omdat zij volgens hem gefrustreerd waren en hem op politiek niveau probeerden tegen te werken.

## Meer lezen
- Zwart, René, Corallo: Handdoek in de ring. Antilliaans Dagblad (29 november 2016).
- Corallo, Francesco. Mannen (m/v) met Witte Boorden. Gebaseerd op artikelen van Amigoe, Reuters, sxmislandtime.com, Dominica news online, NOS.